# Cophinopoda concinens
Cophinopoda concinens là một loài ruồi trong họ Asilidae. Cophinopoda concinens được Wulp miêu tả năm 1872.